# جامعة قلمرية
جامعة قلمرية (بالبرتغالية: Universidade de Coimbra‏) إحدى جامعات البرتغال الخمس، وهي جامعة أوروبية عريقة تعد أقدم جامعة في مجموعة البلدان الناطقة بالبرتغالية. وهي أشهر معالم مدينة قلمرية.

## صور

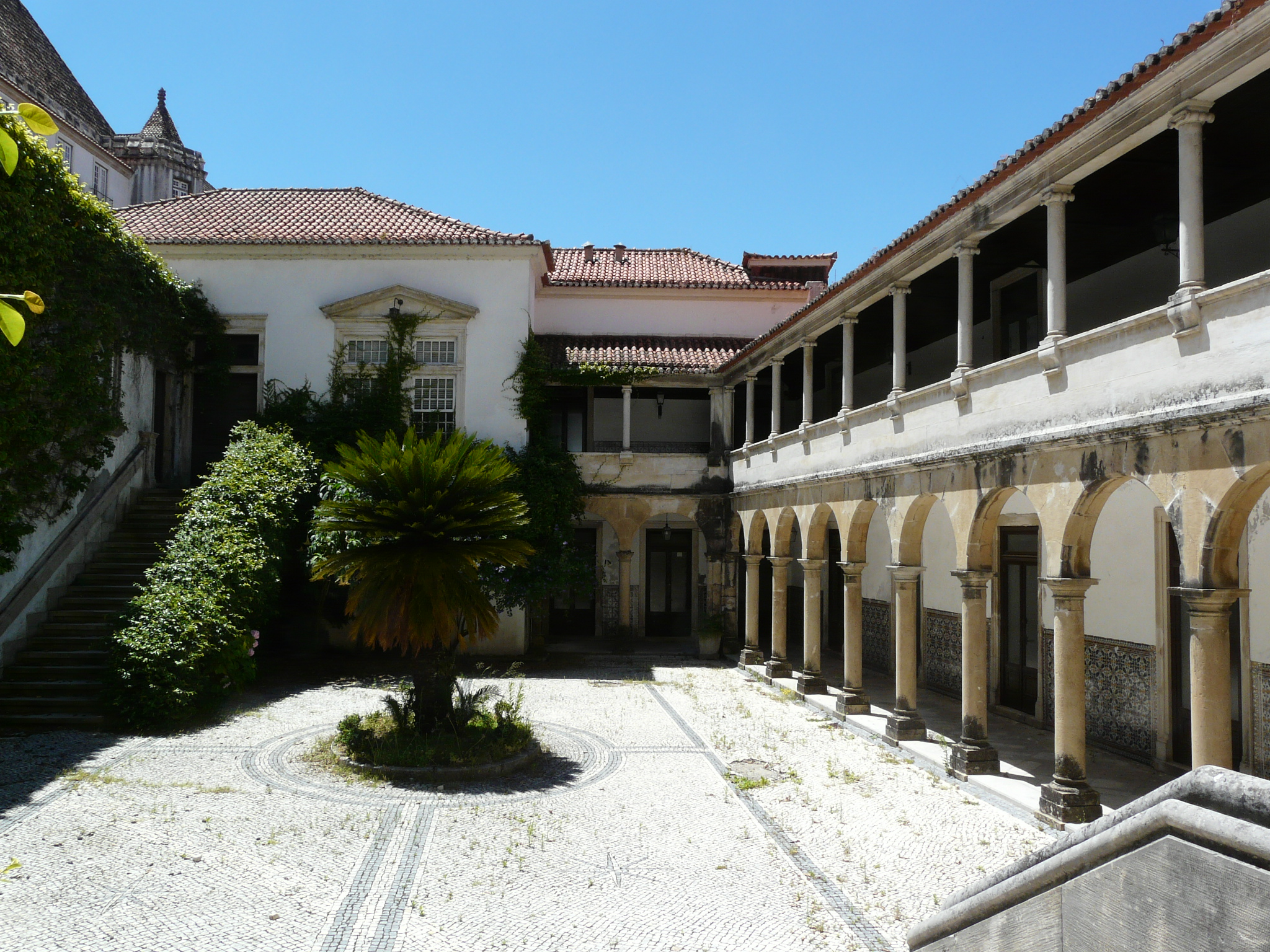
باحة داخلية
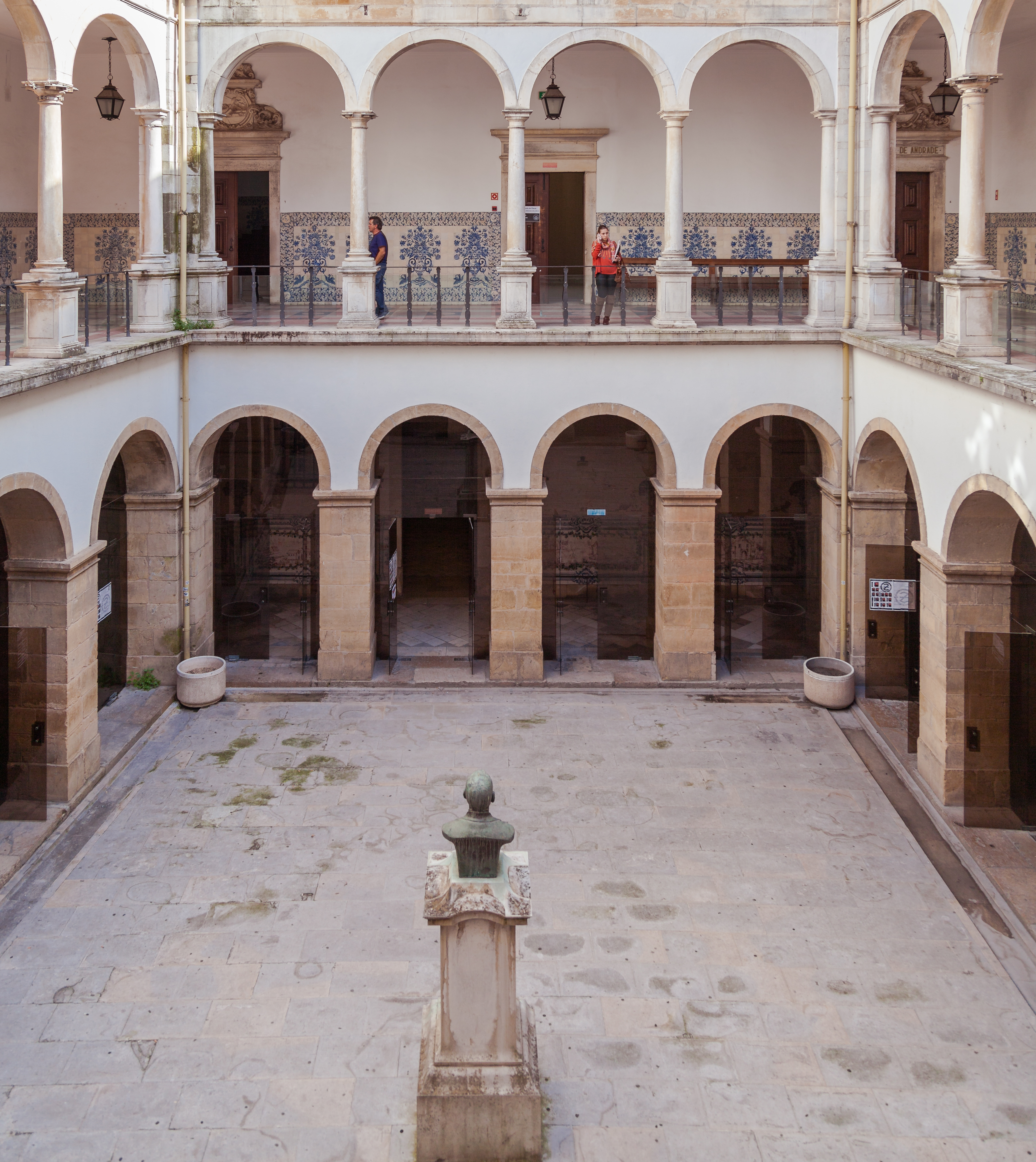
أروقة
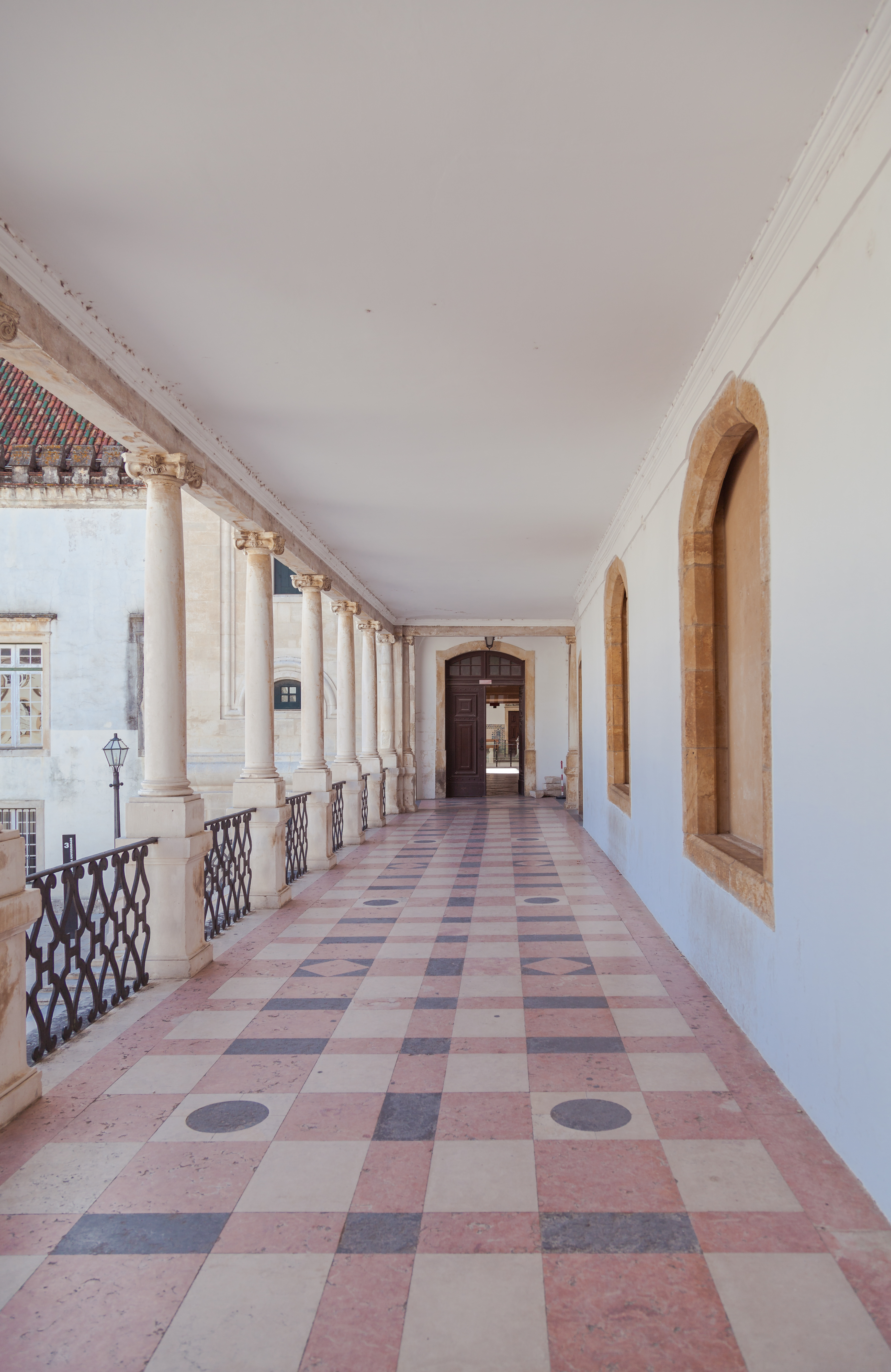
طرقة
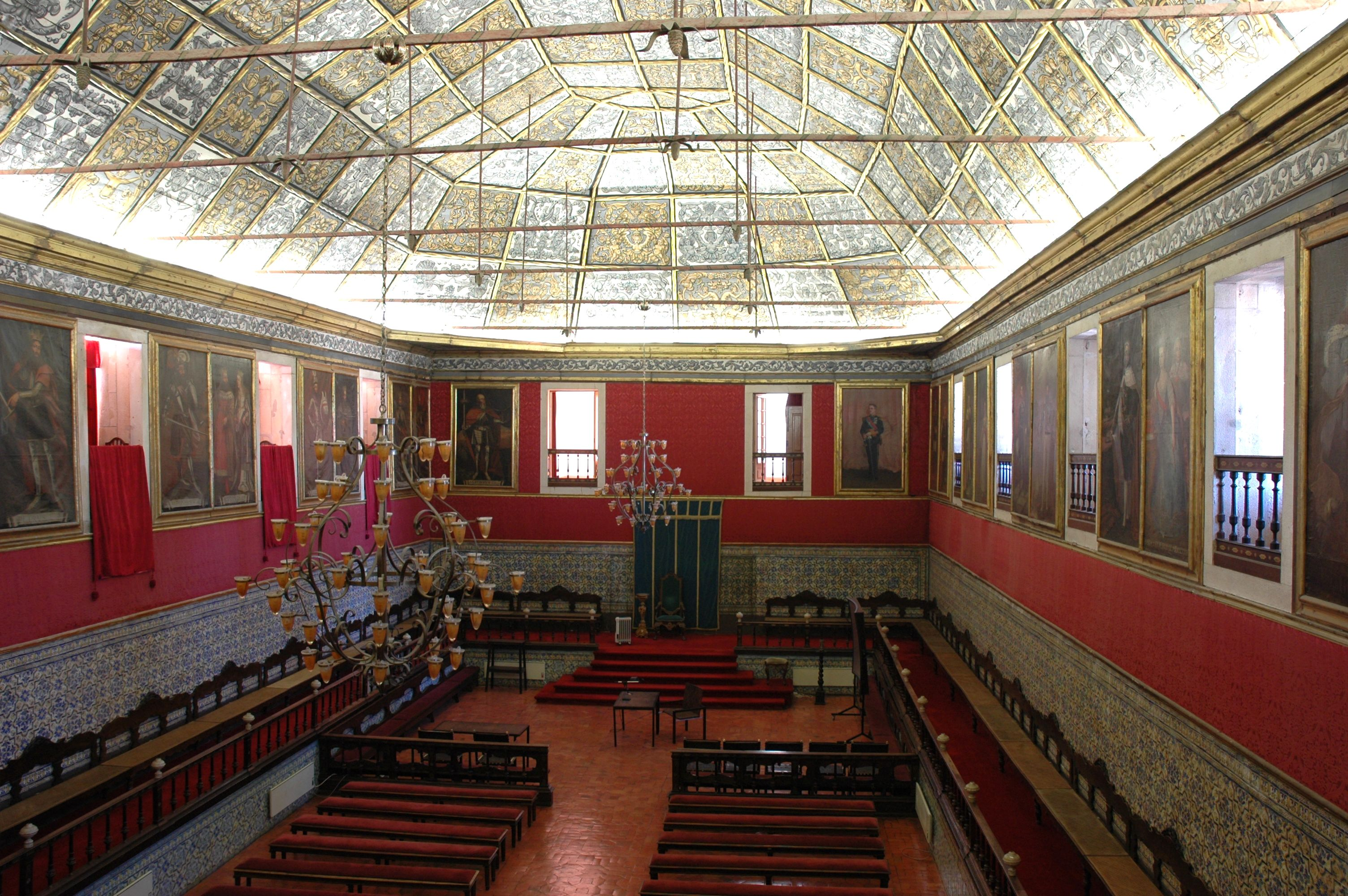
صالة
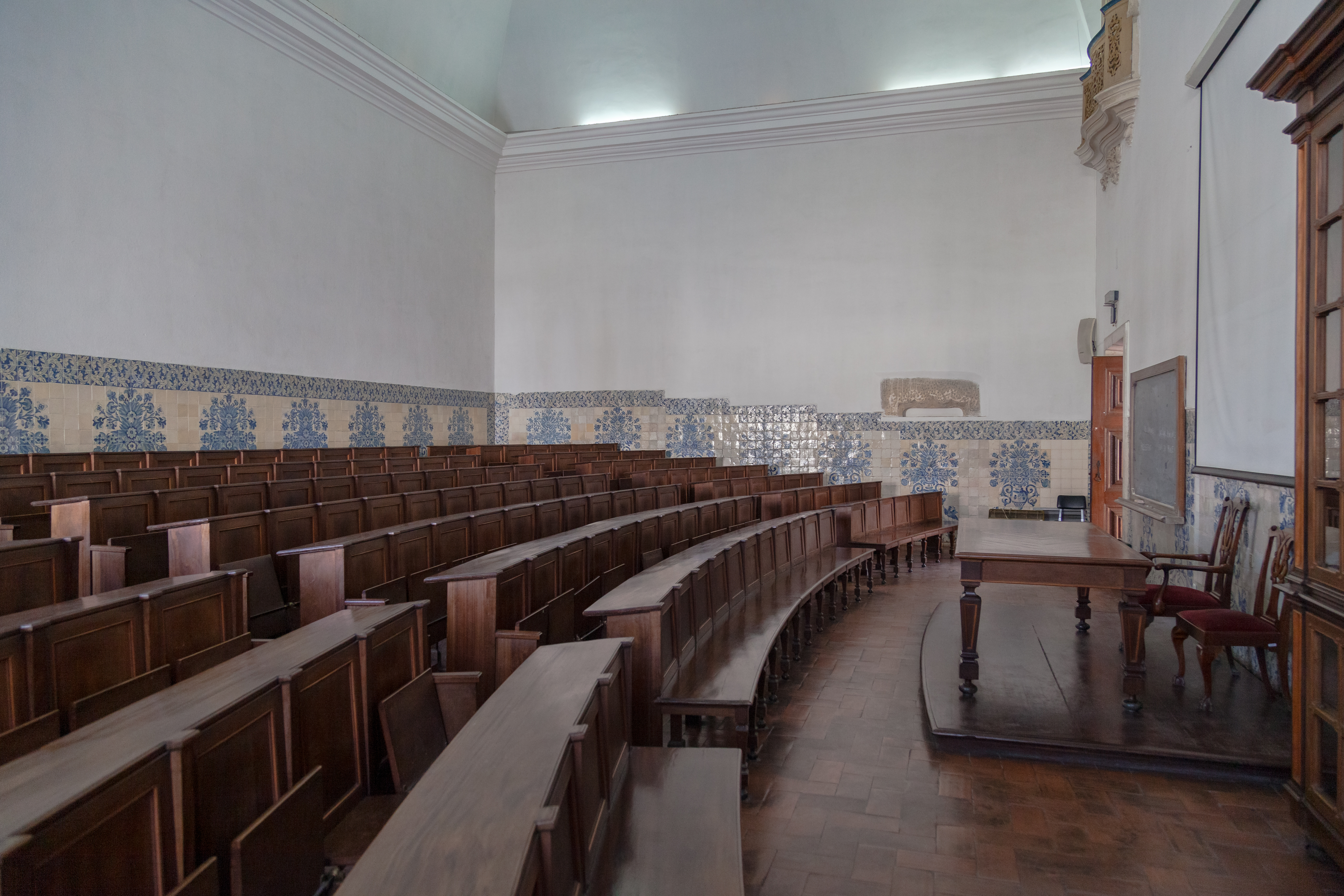
مدرج